# Barbacenia spectabilis
Barbacenia spectabilis är en enhjärtbladig växtart som beskrevs av Lyman Bradford Smith och Edward Solomon Ayensu. Barbacenia spectabilis ingår i släktet Barbacenia och familjen Velloziaceae. Inga underarter finns listade.